# Fella El Djazairia
Fella El Djazairia (ASA-LC: Falatu Aljazayiria (em árabe: فلة الجزائرية , فلة الجزائرية)‎; (23 de abril de 1961) (também Fulah, Folla, Fela, ou Fulla, desde seu real nome Fella Ababsa) é uma cantora, pianista, e performer argelina.

## Biografia
Fella tem a sua origem no subúrbio de Plaine Saint Denis, em Paris, para depois mudar-se a Argélia, com sua família, alguns anos mais tarde. Ela vem de uma família artística argelina muito conhecida. Seu pai Abdelhamid Ababsa era poeta, músico e cantor. Seu irmão Najeeb é um cantor popular, assim como a sua irmã Naima.
Desde muito jovem esteve rodeada de música andaluza e argelina, e aprendeu o piano e o oud, bem como outros instrumentos musicais. Aos 15 anos de idade, uniu-se a grupos musicais na capital, e depois de 20 anos partiu para uma série de espectáculos, em Londres, onde desenvolveu publicidade e ficou por vários anos e aperfeiçoou o seu conhecimento da música oriental. Também actuou nos Estados Unidos em princípios da década de 1990.
Ainda que seja argelina, com frequência canta em árabe egípcio e árabe; já que nunca pôde obter popularidade no Maghreb, foi mais tarde para o Egipto e para o Médio Oriente, obtendo sucesso nestas áreas. No entanto, as suas primeiras canções cantaram-se em árabe argelino; também canta ocasionalmente em inglês, como o faz em Rani Jay. Provavelmente o ponto mais notável dela é que muito poucas vezes tem cantado em francês, que é amplamente utilizado por cantores norteafricanos.

## Discografia[6]
Fiq Ya Aachek Ezzin (1992)
TemasFiq Ya Aachek Ezzin • Tahmouni Bik • El Walf • Ya Qualbi • Ya Sbai Gholbi • Manahki Manachki
Singin' Raï (1993)
TemasRani Jay • Ya Rayt • Lawah • Ghazali • El Wahdaniya • Mazal • Singin' Raï
Oriental Magic (1998)
TemasAnta Eli Khtart • Sinene Essamt • Mnawar Hayena • Ya Layali El Farah • Bi Anwar El Farah
Sidi Khaled (2000)
TemasSidi Khaled • Galou Ma Galou • Hay Hannani • Zein El Moustach • Rayeh Jay • Nassi Rahala
Ki Lyoum (2000)
TemasSebaa • Balek Machghoul • Ya Tayeb El Galb • Netsamah • Chahel Layen • Ajini • Mesbah Eddawi • Kloub El Hassad • Testahel Ya Qualbi • El Maaquara • Ki Lyoum
Tashakurat (2001)
TemasMahlan Alay • Tashakurat • Hilmak • Kan Yamakan • Men Ana • Shaka Baka • Dakhlak Ya Lail • Abkaitani
Cocktail Tunisien (2003)
TemasBakhnoug • Ya Khalila • Ya Mou Lawin Ezerga • Wi Baan Khoulkhal Aicha • Ya Lalalli • Lal Galla • Achiri Lawa • Fi Gallala Nachbah Zouz Bnaat • Morjana • Addala • Rakba El Khayal • Ya Bent Blad • Mahanni Ezzine • Mahlaha • Ya Lalla • Sarrek Mathl Ou • Aalach Ma Nahwa Kan Enta
Sahrat Tarab (2006)
TemasAally Jara • Lula El Malamah • Ana Ben Tetharek • Nasem Aalena El Hawa • Mestaneyak • Fe Yom Wa Laila
Badr 14 (2006)
TemasBostan Al Fol • Ma Sedi Ella Allah • Hakalko Eeh • Saher • Habebi Al Ghali • Badr 14 • Matha Dahak • Aafwan 'Aam Bghanni • Ma Beser • Nadmah
Ahl El Maghna (2006)
TemasWala Hatta Sanya • Ahel El Maghna • Youboua El Hawa • Aala Alla Min Tewalaa • Wiledi El Ghali • Enkalish Omri • Hmelni Elak • Omri 'Aam Bedea • Kelma Wel Salam
Lama Raayto (2007)
TemasKaheel El Ain • Leh Kidah • Enta Habibi • Shamaly Wali • Takhayal • Kan Zaman • Lama Raayto
Ya Mesafer Lel Jefa (2009)
TemasKil Hal Hob • Mashi Mashi • Ya Maolana • Shil Jadeed • Yamasafir Liljafa • Enta Hobbi • Samah Allah Habibi • Ana Men Sadag Ahebbo • Ya Teebi • Yezeed El Shog • Aysha Leih
Afrah Fullawiya (Canciones de boda en Argelia) (2017)

### Diferenças
Fella tem muitos desacordos, incluído com o gerente de Rotana Salem Hindi, desacordo que culminou no cancelamento do contrato com a companhia, com o pretexto de que não cobria expectativas da companhia e também com "Latifa de Tunísia" após seu caso em Egipto e de ser arguida de prostituição no Egipto, o que fez com que ficasse impedida de entrar a Egipto.